# Bury It
Bury It è un brano musicale del gruppo musicale scozzese Chvrches, presente nel loro secondo album in studio Every Open Eye, del 2015. Una sua versione registrata nuovamente con la partecipazione della cantante dei Paramore Hayley Williams è stata pubblicata come singolo di lancio della riedizione di Every Open Eye il 9 giugno 2016.

## Video musicale
Il video ufficiale del brano, pubblicato l'11 luglio 2016 e realizzato da Jamie McKelvie e illustrato da Mighty Nice, vede i Chvrches e Hayley Williams disegnati e animati in 3D utilizzare dei poteri speciali.

## Tracce
Testi e musiche di Lauren Mayberry, Iain Cook e Martin Doherty.
1. Bury It (feat. Hayley Williams) – 3:05

## Classifiche
| Classifica (2016)         | Posizione massima |
| ------------------------- | ----------------- |
| Scozia                    | 93                |
| Stati Uniti (alternative) | 31                |
| Stati Uniti (rock)        | 32                |